# Аца (мифология)
Аца, Ацауаз (осет.  Ацæ, Ацæуаз) — персонаж осетинского нартского эпоса, один из почитаемых нартских старцев, отец Ацамаза. Аца дружил с небожителями, особенно с владыкой диких зверей одноглазым Афсати, который подарил ему свою чудесную свирель. Эта свирель перешла по наследству к его сыну Ацамазу.
Аца вступил в поединок с похитителем невесты своего побратима Насран-Алдара турецким ханом Елта-Быца. Услышав о похищении, Аца сел на своего белого, ростом и длиной двенадцати сажен коня и догнав хана вступил с ним в борьбу. Защищая телесную честь молодой жены Насран-Алдара, тело которой имело свойство исцелять тяжёлые раны и не притронувшись к ней, Аца погибает:

От утра до вечера бились; когда же стало темнеть, то они сильно изранив один другого, в изнеможении упали по обеим сторонам дороги. А молодая от жалости не переставала плакать. Тело её имело такое свойство, что если бы кто коснулся рукой до него, то он мгновенно излечивался от болезни и тяжких ран. Аца, не забывая о приличиях, не позволявших коснуться тела молодой невесты своего присяжного брата Насран-Алдара, не поднялся, лежал на месте. А хан Елта-Быца подполз к молодой и, взяв её за руку, мгновенно излечился от своих тяжких ран. Бросившись на лежащего в изнеможении израненного Аца, убил его и увёз молодую 

## Источник
- Нарты. Осетинский героический эпос., М., Главная редакция Восточной литературы, 1989, ISBN 5-02-016996-X